# In mijn bloed (lied van Roxeanne Hazes)
In mijn bloed is een lied van de Nederlandse zangeres Roxeanne Hazes. Het werd in 2017 als single uitgebracht en stond in hetzelfde jaar als eerste track op het gelijknamige album.

## Achtergrond
In mijn bloed is geschreven door Arno Krabman, Paul Sinha, Roxeanne Hazes en Yoshi Breen en geproduceerd door Krabman. Het is een lied uit het genre nederpop. In het lied zingt de artiest over hoe ze om vergiffenis vraagt van haar vriend nadat zij is vreemdgegaan. Het nummer werd bij radiozender NPO Radio 2 uitgeroepen tot Top Song.

## Hitnoteringen
De zangeres had weinig succes met het lied in de hitlijsten van het Nederlands taalgebied. In Vlaanderen werd de Ultratop 50 niet behaald, maar kwam het tot de veertiende plaats van de Ultratip 100. In Nederland was er geen notering in de Single Top 100 en ook de Top 40 werd niet bereikt. Bij laatstgenoemde was er wel de negentiende positie in de Tipparade.